# Lacustrelix minor
Lacustrelix minor är en snäckart som beskrevs av Alan Solem 1992. Lacustrelix minor ingår i släktet Lacustrelix och familjen Camaenidae. IUCN kategoriserar arten globalt som nära hotad. Inga underarter finns listade i Catalogue of Life.